# 望里镇
望里镇是中华人民共和国浙江省温州市苍南县下辖的一个镇。
2016年1月23日，浙江省人民政府批复同意调整钱库镇管辖范围，增设望里镇，镇政府驻镇前街14号。

## 行政区划
望里镇下辖以下村级行政区划单位：
南茶寮社区、港滨社区、镇前社区、南茶寮村、东前村、宫西村、山岙口村、雅儒村、护法寺村、罗厝村、马鞍村、祺临村、六板桥村、凤岙村、金家庄村、溪头埠村、神山村、仙居山村、乌石岭村、南北岙村、北岙村、新民村、下堡村、港头村、浃底园村、河口村和北茶寮村。